# هارالد أرز
هارالد أرز (بالنرويجية البوكمول: Harald Aars)‏ هو مهندس معماري نرويجي، ولد في 31 مايو 1875 في كريستيانية في النرويج، وتوفي في 4 يونيو 1945 في أوسلو في النرويج.